# HMS Onslow
HMS Onslow var en destroyer (O-klassen) i Royal Navy. Hun blev bestilt ved det skotske værft John Brown & Company i Clydebank ved Glasgow den 3. september 1939. Skibet blev køllagt den 1. juli 1940 og søsat den 31. marts 1941. Hun var færdigbygget den 8. oktober 1941.

## Tjeneste
HMS Onslow gjorde tjeneste i den britiske Home Fleet, hvor hun primært havde til opgave at eskortere konvojer af handelsskibe i Ishavet. I 1942 var hun udstationeret i Middelhavet under maltakonvojen "Operation Harpoon" og i 1944 gjorde hun tjeneste i den Engelske kanal før og under invasionen i 1944. Hendes mest betydningsfulde kamphandlinger fandt sted ved Slaget i Barentshavet i december 1942, da hun eskorterede konvoj JW 51B til Rusland. Krigsskibene, der bevogtede konvojen, kom i kamp mod den svære tyske krydser Admiral Hipper, men HMS Onslow blev svært beskadiget og hendes kaptajn alvorligt såret.
Hun blev taget ud af britisk tjeneste i 1947 og overtaget af den pakistanske flåde i 1949, hvor hun fik navnet PNS Tippu Sultan (efter Tipu Sultan). Hun forblev i pakistansk tjeneste indtil 1979.

## Eksterne links
- Wikimedia Commons har flere filer relateret til HMS Onslow